# Howard Kingsbury
Howard Thayer Kingsbury (Nueva York, 11 de septiembre de 1904-Yarmouth Port, 27 de octubre de 1991) fue un deportista estadounidense que compitió en remo. Fue padre del también remero Fred Kingsbury.
Participó en los Juegos Olímpicos de París 1924, obteniendo una medalla de oro en la prueba de ocho con timonel.

## Palmarés internacional
| Juegos Olímpicos | Juegos Olímpicos | Juegos Olímpicos | Juegos Olímpicos |
| Año              | Lugar            | Medalla          | Prueba           |
| ---------------- | ---------------- | ---------------- | ---------------- |
| 1924             | París (Francia)  | Medalla de oro   | Ocho con timonel |